# Ansgar Rieks
Ansgar Gerhard Rieks (* 28. Mai 1959 in Nieheim) ist ein deutscher Generalleutnant a. D. der Bundeswehr. Er war auf seinem letzten Dienstposten bis zum 30. Juni 2023 Stellvertreter des Inspekteurs der Luftwaffe.

## Militärische Laufbahn

### Ausbildung und erste Verwendungen
Rieks trat 1978 als Offizieranwärter in die Bundeswehr bei der 5. Kompanie des Luftwaffenausbildungsregiments 3 in Roth ein. Anschließend folgte die Offizierausbildung an der Offizierschule der Luftwaffe in Fürstenfeldbruck. Von 1979 bis 1982 studierte er Elektrotechnik an der Hochschule der Bundeswehr Hamburg. Nach dem Abschluss als Diplom-Ingenieur folgte bis 1986 eine Verwendung als Technischer Offizier in der Elektronik- und Waffenstaffel des Jagdbombergeschwader 36 „Westfalen“ in Rheine/Hopsten. 1986 kehrte Rieks an die Universität der Bundeswehr in Hamburg zurück, um dort als wissenschaftlicher Mitarbeiter im Fach „Allgemeine Nachrichtentechnik“ am 12. März 1990 zum Dr.-Ing. zu promovieren.

### Generalstabsausbildung und Dienst als Stabsoffizier
Nach der Teilnahme am 35. Generalstabslehrgang an der Führungsakademie der Bundeswehr in Hamburg von 1990 bis 1992 folgte bis 1993 die Verwendung als Staffelchef der Elektronikstaffel beim Jagdbombergeschwader 31 „Boelcke“ in Kerpen / Nörvenich, um dann bis 1995 die erste ministerielle Verwendung als Referent im Führungsstab der Streitkräfte (Fü S III / Militärpolitik und Führung) im Bundesministerium der Verteidigung (BMVg) zu durchlaufen. Auf diese Verwendung folgte für Rieks ein einjähriges Aufbaustudium „National Security Affairs“ an der Naval Postgraduate School in Monterey (USA), das er mit dem Master of Arts abschloss. Dem Studium folgte von 1996 bis 1998 eine Verwendung als Dezernatsleiter Grundlagen Logistik der Luftwaffe im Luftwaffenunterstützungskommando (LwUKdo) in der Luftwaffenkaserne Wahn am Standort Köln. Anschließend folgten bis 2002 zwei Referentenverwendungen, zuerst bis 2000 für Europäische Sicherheitspolitik und Operative Einsätze im Planungsstab des Bundesministeriums der Verteidigung anschließend als persönlicher Referent des Parlamentarischen Staatssekretär Walter Kolbow. Von 2002 bis 2004 folgte wieder eine truppendienstliche Verwendung als Kommandeur des Waffensystemunterstützungszentrums in Landsberg am Lech. Ab 2004 war er erneut in zwei Verwendungen im Führungsstab der Streitkräfte eingesetzt, zuerst bis 2007 als Referatsleiter im BMVg Fü S VI 6 (Planungskontrolle, Rüstung), dann bis 2008 als Referatsleiter BMVg Fü S VI 1 (Bundeswehrplanung Grundsatz; Controlling; Hauptprozess; BRH).

### Generalsverwendungen
2008 wechselte Rieks als Gruppenleiter M I (Modernisierungsprojekte, Einsatzaufgaben) in die Abteilung Modernisierung, um dann 2012 im Rahmen der Umstrukturierung des Ministeriums den Posten als Unterabteilungsleiter Planung I – Zukunftsentwicklung Bundeswehr in der neu aufgestellten Abteilung Planung zu übernehmen. Am 18. Dezember 2012 folgte Rieks Peter Funk als Amtschef des Luftwaffenamtes (LwA) in Köln-Wahn. Dieses führte er bis zur Auflösung zum 30. Juni 2013. Vom 1. Juli 2013 bis 31. März 2014 war er Kommandeur des neu aufgestellten Kommando Unterstützungsverbände Luftwaffe. Am 1. April 2014 übernahm er die Aufgabe, das Luftfahrtamt der Bundeswehr aufzubauen, das am 7. Januar 2015 in Dienst gestellt wurde. Am 21. September 2017 übergab Rieks das Kommando über das Luftfahrtamt an Christian Badia. Ab Oktober 2017 war er Stellvertreter des Inspekteurs der Luftwaffe und wurde dabei zum Generalleutnant ernannt.

## Weitere Mitgliedschaften
Rieks ist Mitglied im Katholikenrat beim Katholischen Militärbischof für die Deutsche Bundeswehr und wurde in dieser Funktion auch zum Mitglied der Vollversammlung des Zentralkomitees der deutschen Katholiken (ZdK) gewählt. Sowie Mitglied im Präsidium der Deutschen Gesellschaft für Wehrtechnik (DWT).